# Marleen Jochems
Marleen Jochems est une joueuse néerlandaise de hockey sur gazon née le 24 janvier 2000 à Baarn. Elle a remporté avec l'équipe des Pays-Bas la médaille d'or du tournoi féminin aux Jeux olympiques d'été de 2024, organisés à Paris.